# ألكوهول 120%
ألكوهول 120% (بالإنجليزية: %120 Alcohol)‏ هو برنامج يستخدم في حرق ونسخ أقراص الكمبيوتر وتحرير ملفات مثل الإيزو iso، وهي إسطوانة أصلية ويتم تحريرها عن طريق هذا الملف.

## المزايا
تتمثل إحدى المزايا الرئيسية لـ ألكوهول 120٪ في أنه يسمح للمستخدمين بتخزين أقراص مضغوطة وأقراص DVD متعددة على أجهزة الكمبيوتر الخاصة بهم تخزينا افتراضيا، مما يشغل مساحة أقل بكثير مما لو كانوا يقومون بتخزين جميع أقراصهم فعليًا. لا يؤدي ذلك إلى توفير المساحة فحسب ، بل يساعد أيضًا على حماية الأقراص من التلف والخدوش ، مما قد يؤدي إلى جعل الأقراص غير قابلة للقراءة بمرور الوقت.
يتضمن ألكوهول 120٪ أيضًا عددًا من الميزات المتقدمة ، مثل القدرة على إنشاء نسخ احتياطية من الأقراص المضغوطة وأقراص DVD ، بما في ذلك أقراص الألعاب وأقراص الأفلام وأقراص الموسيقى المضغوطة. هذا مفيد بشكل خاص لأولئك الذين يمتلكون أقراص ألعاب باهظة الثمن ويريدون التأكد من أنه لا يزال بإمكانهم ممارسة ألعابهم حتى في حالة تلف القرص.
ميزة أخرى مفيدة لـ ألكوهول 120٪ هي دعمه لمجموعة كبيرة من تنسيقات صور الأقراص المضغوطة وأقراص DVD ، بما في ذلك ISO و BIN و CUE. هذا يجعل من السهل على المستخدمين إنشاء نسخ افتراضية من أقراصهم ، بغض النظر عن التنسيق الذي تم تخزينها به.
بالإضافة إلى إمكانيات محاكاة الأقراص المضغوطة وأقراص DVD ، يشتمل ألكوهول 120٪ أيضًا على عدد من الأدوات لنسخ ونسخ الأقراص المضغوطة وأقراص DVD. تسهل هذه الأدوات على المستخدمين إنشاء أقراصهم الخاصة ، سواء لأغراض النسخ الاحتياطي أو للمشاركة مع الأصدقاء والعائلة.

## الاصدارات
ظهرت عدة اصدارات بدءا من 2006 حتى عام 2021:
- ألكهول 120٪ 1.9.8.7612 - تم طرحه في عام 2006
- ألكهول 120٪ 2.0.3.7612 - تم إصداره في عام 2007
- ألكهول 120٪ 2.0.3.9811 - تم طرحه في عام 2008
- ألكهول 120٪ 2.0.3.9821 - تم طرحه في عام 2009
- ألكهول 120٪ 2.0.3.9902 - تم طرحه في عام 2010
- ألكهول 120٪ 2.0.3.9903 - صدر في عام 2011
- ألكهول 120٪ 2.0.3.9905 - تم طرحه في عام 2012
- ألكهول 120٪ 2.0.3.9906 - تم طرحه في عام 2013
- ألكهول 120٪ 2.0.3.9909 - صدر في عام 2014
- ألكهول 120٪ 2.1.0.30319 - تم طرحه في عام 2015
- ألكهول 120٪ 2.1.1.2201 - تم طرحه في عام 2021

## البدائل
1. Daemon Tools Lite
2. Nero Burning ROM
3. Ashampoo Burning Studio
4. PowerISO
5. InfraRecorder
6. CDBurnerXP
7. ImgBurn
8. DeepBurner
9. FreeISOBurner
10. BurnAware Free

## وصلات خارجية
- الموقع الرسمي